# Песочня (Жуковский район)
Песочня — деревня в Жуковском районе Брянской области, в составе Шамординского сельского поселения. 
 Расположена в 1 км к югу от деревни Шамордино, на шоссе А141 Брянск—Смоленск. Население — 66 человек (2010).

## История
Упоминается с XVII века в составе Подгородного стана Брянского уезда. В XVIII веке — сельцо, владение Брусиловых; позднее Мясоедовых, Игнатьевых и других помещиков. Входила в приход села Вщиж.
С 1861 по 1929 год в Овстугской волости Брянского (с 1921 — Бежицкого) уезда.
С 1929 в Жуковском районе; с 1920-х гг. по 1954 год в Шамординском сельсовете, в 1954—2005 гг. в Дятьковичском сельсовете.
| Годы      | 1866 | 1926 | 1979 | 1989 | 2002 | 2010 |
| --------- | ---- | ---- | ---- | ---- | ---- | ---- |
| Население | 253  | 574  | 180  | 118  | 83   | 66   |